# Аварія трамваю в Кройдоні (2016)
Аварія трамваю в Кройдоні — аварія в Лондоні 9 листопада 2016 року з трамваями системи Tramlink.

## Аварія
Аварія сталася в темний час доби і під час сильного дощу в 6:07 за місцевим часом. Трамвай з пасажирами зійшов з рейок і перекинувся на крутому повороті біля станції Сенділендс. На момент аварії в трамваї знаходилися близько 50 пасажирів. Поліцейські отримали виклик близько 6:10. На місце події прибуло близько 8 пожежних машин і 70 рятувальників. Для Англії це перша за довгі роки аварія трамваю, яка призвела до людських жертв. До цього аж у 1959 році дві пасажирки і водій загинули у вогні після зіткнення трамваю з вантажівкою.

Схема місця трамвайної аварії

Аварійні служби підтвердили, що 51 особа отримала поранення, і спочатку заявили, що п'ятеро з них були вбиті. Число загиблих пізніше зросло до семи. Жертви, шість чоловіків і одна жінка, були у віці від 19 до 63 років. Вісім з решти виживших пасажирів були названі як такі, що мають серйозні або небезпечні для життя травми .

## Розслідування
Водій трамвая, 42-річний житель Бекінгема, був заарештований за підозрою в ненавмисному вбивстві. Британська транспортна поліція вважала, що водій міг заснути за кермом. Після допиту він був звільнений під заставу до травня 2017 року.
Проміжний звіт був випущений через тиждень, 16 листопада 2016 року. Згідно з ним на момент аварії було темно і йшов дощ. Не було знайдено ніяких доказів яких-небудь дефектів залізниці або перешкод на трасі, які могли б сприяти аварії. Також розслідування не вказують на будь-які несправності гальмівної системи в трамваї. Попередні висновки визначили, що трамвай з близько 60 особами на борту рухався зі швидкістю біля 70 кілометрів на годину (43 миль на годину) на момент аварії, що є набагато більше, ніж обмеження швидкості в 20 кілометрів на годину (12 миль на годину).

## Реакція
Заступник начальника поліції Адріан Генсток сказав: «Це трагічний інцидент. Наші серця і думки з тими, кого торкнулася ця трагедія».
Джеремі Корбін особливо відзначив висококласну роботу екстрених служб.
Співчуття рідним загиблих і постраждалих висловили прем'єр-міністр Великої Британії Тереза Мей і мер Лондона Садік Хан.